# Pastel (tehnika slikanja)
Pastél je tehnika slikanja z umetniškim medijem, ki je sestavljen iz pigmenta v prahu in veziva. Obstaja lahko v različnih oblikah, kot palčke, kvadrat, kamenček ali barvna posoda, čeprav so možne tudi druge oblike. Pigmenti, ki se uporabljajo v pastelu, so podobni tistim, ki se uporabljajo za izdelavo nekaterih drugih barvnih medijev vizualne umetnosti, kot so oljne barve; vezivo je nevtralnega odtenka in nizke nasičenosti. Barvni učinek pastelov je bližje naravnim suhim pigmentom kot učinek katerega koli drugega postopka.
Tehnika obsega predvsem nanašanje medija na hrapav papir, zato da se prah ujame. Ko slikar nariše potezo jo lahko s prsti osenči. Če se slikar pri delu zmoti, lahko sliko popravi. Ko je slika končana, se zaščiti tako, da se jo vloži med dve stekli oziroma med steklo in lepenko (na zadnji strani).
Pastele so umetniki uporabljali že od renesanse, precejšnjo popularnost pa so pridobili v 18. stoletju, ko so številni ugledni umetniki pastel postavili za svoj primarni medij.
Umetniško delo, narejeno s pasteli, imenujemo pastel (ali pastelna risba ali pastelna slika). Pastel, ki se uporablja kot glagol, pomeni ustvariti umetniško delo s pasteli; kot pridevnik pomeni blede barve.

## Pastelni mediji
Pastelne palčke ali barvice so sestavljene iz pigmenta v prahu v kombinaciji z vezivom. Natančna sestava in lastnosti posamezne pastelne palčke so odvisne od vrste pastela ter vrste in količine uporabljenega veziva. Razlikuje se tudi od posameznega proizvajalca.
Suhi pasteli so v preteklosti uporabljali veziva, kot sta gumiarabika in tragakant. Metilceluloza je bila uvedena kot vezivo v 20. stoletju. Pogosto je prisotna komponenta krede ali mavca. Na voljo so v različnih stopnjah trdote, mehkejše različice pa so zavite v papir. Nekatere znamke pastelov uporabljajo plovec v vezivu za brušenje papirja in ustvarjanje več zob.
Suhe pastelne medije lahko razdelimo na naslednji način:
- Mehki pasteli: to je najpogosteje uporabljena oblika pastela. Paličice imajo večji delež pigmenta in manj veziva. Risbo je mogoče hitro razmazati in zmešati, vendar ima za posledico večji delež prahu. Dokončane risbe, narejene z mehkimi pasteli, je treba zaščititi, bodisi uokviriti pod steklo ali poškropiti s fiksativom, da preprečite razmazanje; deluje tudi lak za lase, čeprav fiksativi lahko vplivajo na barvo ali teksturo risbe.[2] Bela kreda se lahko uporablja kot polnilo pri ustvarjanju bledih in svetlih odtenkov z večjo svetilnostjo.[3]
- Pan pasteli: oblikovani so z minimalno vsebnostjo veziva v ploščatih zloženkah (podobno nekaterim ličilom) in naneseni s posebnimi mehkimi mikropornimi gobicami. Nobena tekočina ni vključena. Pan pastele, izum 21. stoletja, lahko uporabimo za celotno sliko ali v kombinaciji z mehkimi in trdimi palčkami.
- Trdi pasteli: imajo večjo vsebnost veziva in manj pigmenta, kar daje oster material za risanje, ki je uporaben za drobne podrobnosti. Te lahko uporabite z drugimi pasteli za risanje obrisov in dodajanje poudarkov. Trdi pasteli se tradicionalno uporabljajo za ustvarjanje predhodne skice kompozicije.[3] Vendar pa so barve manj briljantne in so na voljo v omejenem obsegu v nasprotju z nežnimi pasteli.
- Pastelni svinčniki: to so svinčniki s pastelno svinčnikom. Uporabni so za dodajanje drobnih podrobnosti.

Poleg tega so bili razviti pasteli z drugačnim pristopom k izdelavi:
- Oljni pasteli: so mehke, maslene konsistence in intenzivnih barv. So gosti in zapolnijo zrnatost papirja ter jih je nekoliko težje mešati kot mehke pastele, vendar ne potrebujejo fiksativa. Lahko jih razporedite po delovni površini z redčenjem s terpentinom.[4]
- Vodotopni pasteli: podobni so mehkim pastelom, vendar vsebujejo vodotopno komponento, kot je polietilen glikol. To omogoča, da se barve razredčijo do enakomerne, polprosojne konsistence z vodnim pranjem. Vodotopni pasteli so narejeni v omejeni paleti odtenkov v močnih barvah. Njihova prednost je, da omogočajo enostavno mešanje in mešanje odtenkov, glede na njihovo fluidnost, kot tudi omogočajo vrsto barvnih odtenkov glede na količino vode, ki jo s čopičem nanesete na delovno površino.

V umetniških društvih je bilo nekaj razprav o tem, kaj natančno se šteje za pastel. Pastel Society v Združenem kraljestvu (najstarejše pastelno društvo) navaja naslednje sprejemljive medije za svoje razstave: »Pasteli, vključno z oljnim pastelom, ogljem, svinčnikom, Contéjem, Sanguineom ali katerim koli suhim medijem«. Zdi se, da je poudarek na »suhih medijih«, vendar se razprava nadaljuje.

## Izdelava
Za ustvarjanje trdih in mehkih pastelov se pigmenti zmeljejo v pasto z vodo in gumijevim vezivom, nato pa se zvijejo ali iztisnejo v palčke. Ime pastel izhaja iz srednjeveškega latinskega pastellum za  'pasta za les', iz poznolatinskega pastellus - 'pasta'. Francoska beseda pastel se je prvič pojavila leta 1662.
Večina blagovnih znamk proizvaja gradacije barve, katere prvotni pigment je po navadi temen, od čistega pigmenta do skoraj bele barve z mešanjem različnih količin krede. To mešanje pigmentov s kredo je izvor besede pastel, ki se nanaša na bledo barvo, saj se običajno uporablja v kozmetičnih in modnih kontekstih.
Pastel naredite tako, da pustite, da se paličice premikajo po abrazivni podlagi, pri čemer ostane barva na zrnu površine za slikanje. Ko je delo v celoti prekrito s pastelom, se delo imenuje pastelna slika; kadar ne, pastelno skico ali risbo. Pastelne slike, narejene z medijem, ki ima najvišjo koncentracijo pigmenta od vseh, odbijajo svetlobo brez temnenja loma, kar omogoča zelo nasičene barve.

## Pastelne opore
Nosilci za pastele morajo zagotoviti hrapavost, da se pastel oprime in zadrži pigment na mestu. Te so:
- rebrast papir (npr. Ingres, Canson Mi Teintes)
- abrazivne podlage (npr. s površino iz fino mletega plovca, marmornatega prahu ali kvasca)
- velur papir (npr. Hannemühle Pastellpapier Velour), primeren za uporabo z mehkimi pasteli, je sestavljen iz sintetičnih vlaken, pritrjenih na brezkislinsko podlago.[5][6]

## Tehnike
Pastelne tehnike so lahko zahtevne, saj se medij meša neposredno na delovni površini, za razliko od barve pa barv ni mogoče preizkusiti na paleti pred nanosom na površino. Pastelnih napak ni mogoče pokriti tako, kot je mogoče pobarvati napako barve. Eksperimentiranje s pastelnim medijem v majhnem obsegu z namenom učenja različnih tehnik daje uporabniku boljši nadzor nad večjo kompozicijo.
Pasteli imajo nekaj skupnih tehnik s slikanjem, kot so mešanje, maskiranje, sestavljanje barvnih plasti, dodajanje poudarkov in poudarjanje ter senčenje. Nekatere tehnike so značilne tako za pastele kot za risarska sredstva, kot sta oglje in svinec, na primer šrafure ter gradacija. Druge tehnike so značilne za pastelni medij.

## Nevarnosti za zdravje in varnost
Pasteli so suh medij in proizvajajo veliko prahu, ki lahko povzroči draženje dihalnih poti. Bolj resno, pasteli uporabljajo iste pigmente kot umetniške barve, od katerih so mnogi strupeni. Na primer, izpostavljenost kadmijevim pigmentom, ki so pogosti in priljubljeni svetlo rumeni, oranžni in rdeči, lahko povzroči zastrupitev s kadmijem. Posebej za tovrstno zastrupitev so dovzetni umetniki pastelov, ki uporabljajo pigmente brez močnega slikarskega veziva. Iz tega razloga je veliko sodobnih pastelov izdelanih z uporabo nadomestkov za kadmij, krom in druge strupene pigmente, medtem ko ohranjajo tradicionalna imena pigmentov.

## Pastelna umetnost v umetnostni zgodovini
Izdelava pastelov izvira iz 15. stoletja. Pastelni medij je omenil Leonardo da Vinci, ki se ga je naučil od francoskega umetnika Jeana Perréala po njegovem prihodu v Milano leta 1499. Pastel so umetniki 16. stoletja, zlasti Federico Barocci, včasih uporabljali kot medij za pripravljalne študije. Prvi francoski umetnik, ki se je specializiral za pastelne portrete, je bil Joseph Vivien.
V 18. stoletju je medij postal moden za slikanje portretov, včasih v mešani tehniki z gvašem. Pastel je bil pomemben medij za umetnike, kot so Jean-Baptiste Perronneau, Maurice Quentin de La Tour (ki nikoli ni slikal v olju) in Rosalba Carriera. Pastelna tihožitja in portreti Jean-Baptiste-Siméona Chardina so zelo cenjeni, prav tako dela švicarsko-francoskega umetnika Jean-Étienna Liotarda. V Angliji v 18. stoletju je bil izjemen praktik John Russell. V kolonialni Ameriki je John Singleton Copley občasno uporabljal pastel za portrete.
V Franciji je pastel med revolucijo in po njej za kratek čas postal nepriljubljen, saj je bil medij identificiran z lahkomiselnostjo Ancien Régime. Do sredine 19. stoletja so francoski umetniki, kot sta Eugène Delacroix in še posebej Jean-François Millet, ponovno močno uporabljali pastel. Njihov rojak Édouard Manet je naslikal številne portrete v pastelu na platnu, nekonvencionalni podlagi za medij. Edgar Degas je bil inovator v pastelni tehniki in jo je uporabljal s skoraj ekspresionistično močjo po približno letu 1885, ko je postala njegov primarni medij. Odilon Redon je ustvaril veliko del v pastelu.
James McNeill Whistler je okoli leta 1880 izdelal veliko pastelov, vključno z delom v zvezi z Benetkami, kar je verjetno prispevalo k naraščajočemu navdušenju nad medijem v Združenih državah. Predvsem je pokazal, kako malo potez je potrebnih, da prikličemo kraj ali vzdušje. Mary Cassatt, ameriška umetnica, dejavna v Franciji, je svojim prijateljem v Filadelfiji in Washingtonu predstavila impresioniste in pastel.

## Pasteli
- Rosalba Carriera, Avtoportret s portretom svoje sestre, 1715, pastel na papirju; Galerija Uffizi, Firence
- Maurice Quentin de La Tour, bravurozni pastelni portret Ludvika XV., 1748
- Jean-Baptiste-Siméon Chardin. Avtoportret, 1771, pastel na papirju, Louvre
- Édouard Manet, Madame Michel-Lévy, 1882, pastel na platnu, Narodna galerija umetnosti
- James McNeill Whistler, Beneška scena, 1879, pastel na papirju
- Edgar Degas, La Toilette (Ženska si češe lase), ok. 1884–1886, pastel na papirju, Puškinov muzej, Moskva
- Odilon Redon, Baronne de Domecy, ok. 1900, pastel in grafit na svetlo rjavem hrapavem papirju, Muzej J. Paul Getty
- Pastel iz 18. stoletja, ki prikazuje Jean-Baptiste Pigalle Marie-Suzanne Giroust na sivo-modrem papirju
- Portret Charlesa-Josepha Natoireja, narejen v pastelu
- Françoisa Boucherja je upodobil Gustav Lundberg
- Mary Cassatt, Zaspanka, 1910
- Adolf Hirémy-Hirschl, Portret mlade ženske, ok. 1915, pastel na oranžnem papirju, Art Institute of Chicago